# Arrowhead Provincial Park
Arrowhead Provincial Park är en park i Kanada.   Den ligger i provinsen Ontario, i den sydöstra delen av landet, 270 km väster om huvudstaden Ottawa. Arrowhead Provincial Park ligger 311 meter över havet. Den ligger vid sjön Arrowhead Lake.
Terrängen runt Arrowhead Provincial Park är platt. Närmaste större samhälle är Huntsville, 5,7 km söder om Arrowhead Provincial Park. 
I omgivningarna runt Arrowhead Provincial Park växer i huvudsak blandskog. Runt Arrowhead Provincial Park är det ganska glesbefolkat, med 23 invånare per kvadratkilometer.